# FK Kruoja
Az FK Kruoja Pakruojis, teljes nevén Kruoja Pakrujo futbolu klubas 2001 egy litván labdarúgócsapat. A klubot 2001-ben alapították, jelenleg az első osztályban szerepel, ahová 2009-re története során először sikerült feljutnia.

## Litván bajnokság
| Szezon | Szint | Līga                 | Helyezés | web    |
| ------ | ----- | -------------------- | -------- | ------ |
| 2001   | 3.    | Antra lyga (Vakarai) | 9.       |        |
| 2002   | 3.    | Antra lyga (Šiaurė)  | 8.       |        |
| 2003   | 3.    | Antra lyga (Šiaurė)  | 6.       |        |
| 2004   | 3.    | Antra lyga (Šiaurė)  | 1.       |        |
| 2005   | 2.    | Pirma lyga           | 10.      | [ 2 ]  |
| 2006   | 2.    | Pirma lyga           | 4.       | [ 3 ]  |
| 2007   | 2.    | Pirma lyga           | 4.       | [ 4 ]  |
| 2008   | 2.    | Pirma lyga           | 10.      | [ 5 ]  |
| 2009   | 1.    | A lyga               | 8.       | [ 6 ]  |
| 2010   | 1.    | A lyga               | 7.       | [ 7 ]  |
| 2011   | 1.    | A lyga               | 5.       | [ 8 ]  |
| 2012   | 1.    | A lyga               | 4.       | [ 9 ]  |
| 2013   | 1.    | A lyga               | 5.       | [ 10 ] |
| 2014   | 1.    | A lyga               | 2.       | [ 11 ] |
| 2015   | 1.    | A lyga               | 10.      | [ 12 ] |

## Külső hivatkozások
- Hivatalos weboldal (litvánul)